# Taipei Open
Taipei Open, właśc. OEC Taipei WTA Challenger – żeński turniej tenisowy kategorii WTA 125K series rozgrywany od 2012 zaliczany do cyklu WTA, w latach od 2006 od 2011 rozgrywany był turniej rangi ITF rozgrywany na dywanowych kortach w hali w Tajpej.

## Mecze finałowe

### gra pojedyncza
| Rok                 | Mistrzyni           | Finalistka        | Wynik            |
| 2019                | Witalija Djaczenko  | Tímea Babos       | 6:3, 6:2         |
| 2018                | Luksika Kumkhum     | Sabine Lisicki    | 6:1, 6:3         |
| 2017                | Belinda Bencic      | Arantxa Rus       | 7:6(3), 6:1      |
| 2016                | Jewgienija Rodina   | Chang Kai-chen    | 6:4, 6:3         |
| 2015                | Tímea Babos         | Misaki Doi        | 7:5, 6:3         |
| 2014                | Witalija Djaczenko  | Chan Yung-jan     | 1:6, 6:2, 6:4    |
| 2013                | Alison Van Uytvanck | Yanina Wickmayer  | 6:4, 6:2         |
| 2012                | Kristina Mladenovic | Chang Kai-chen    | 6:4, 6:3         |
| ↑ WTA 125K series ↑ |                     |                   |                  |
| 2011                | Ayumi Morita        | Kimiko Date-Krumm | 6:2, 6:2         |
| 2010                | Peng Shuai          | Ayumi Morita      | 6:1, 6:4         |
| 2009                | Chan Yung-jan       | Ayumi Morita      | 6:4, 2:6, 6:2    |
| 2008                | Jarmila Gajdošová   | Corinna Dentoni   | 4:6, 6:4, 6:1    |
| 2007                | Akiko Morigami      | Yanina Wickmayer  | 6:4, 7:6(5)      |
| 2006                | Chan Yung-jan       | Hsieh Su-wei      | 5:7, 7:6(6), 6:0 |
| ↑ ITF ↑             |                     |                   |                  |

### gra podwójna
| Rok                 | Mistrzynie                                | Finalistki                             | Wynik                 |
| 2019                | Lee Ya-hsuan Wu Fang-hsien                | Dalila Jakupović Danka Kovinić         | 4:6, 6:4, 10–7        |
| 2018                | Ankita Raina Karman Thandi                | Olga Doroszyna Nateła Dzałamidze       | 6:3, 5:7, 12–12 krecz |
| 2017                | Wieronika Kudiermietowa Aryna Sabalenka   | Monique Adamczak Naomi Broady          | 2:6, 7:6(5), 10–6     |
| 2016                | Nateła Dzałamidze Wieronika Kudiermietowa | Chang Kai-chen Chuang Chia-jung        | 4:6, 6:3, 10–5        |
| 2015                | Kanae Hisami Kotomi Takahata              | Marina Mielnikowa Elise Mertens        | 6:1, 6:2              |
| 2014                | Chan Hao-ching Chan Yung-jan              | Chang Kai-chen Chuang Chia-jung        | 6:4, 6:3              |
| 2013                | Caroline Garcia Jarosława Szwiedowa       | Anna-Lena Friedsam Alison Van Uytvanck | 6:3, 6:3              |
| 2012                | Chan Hao-ching Kristina Mladenovic        | Chang Kai-chen Wolha Hawarcowa         | 5:7, 6:2, 10–8        |
| ↑ WTA 125K series ↑ |                                           |                                        |                       |
| 2011                | Chan Yung-jan Zheng Jie                   | Karolína Plíšková Kristýna Plíšková    | 7:6(5), 5:7, 10–5     |
| 2010                | Chang Kai-chen Chuang Chia-jung           | Hsieh Su-wei Sania Mirza               | 6:4, 6:2              |
| 2009                | Chan Yung-jan Chuang Chia-jung            | Yayuk Basuki Riza Zalameda             | 6:3, 3:6, 10–7        |
| 2008                | Chuang Chia-jung Hsieh Su-wei             | Hsu Wen-hsin Hwang I-hsuan             | 6:3, 6:3              |
| 2007                | Chan Yung-jan Chan Hao-ching              | Hsieh Shu-ying Hsieh Su-wei            | 6:1, 2:6, 14–12       |
| ↑ ITF ↑             |                                           |                                        |                       |